# Pierre Wuilleumier
Pierre Wuilleumier, né le 1er janvier 1904 à Paris et mort le 20 novembre 1979 à Colombes, est un universitaire, professeur de langue et littérature latines et archéologue français.

## Biographie
Pierre Wuilleumier est titulaire de la chaire d'Antiquités nationales à Lyon à partir de 1933. En 1940, il est chargé des fouilles du théâtre antique de Lyon sur la colline de Fourvière avec Amable Audin. De 1941 à 1954, il dirige deux des circonscriptions des Antiquités historiques de la région lyonnaise. Il collabore à la revue Gallia depuis sa création en 1942, dans laquelle il publie régulièrement les résultats de fouilles sur la colline de Fourvière et dans la région lyonnaise.
En 1947, il conduit les fouilles du pseudo sanctuaire de Cybèle, à Lugdunum.

## Publications

### Publication et traduction d'auteurs latins
Il a mené à bien la publication et la traduction d'auteurs latins, dans la Collection des Universités de France aux éditions des Belles Lettres :
- Cicéron, Cato Maior de Senectute
- Tacite, Histoires, en collaboration avec Henri Le Bonniec et Joseph Hellegouarc'h
- Tacite, Annales, en collaboration avec Henri Le Bonniec et Joseph Hellegouarc'h

### Publications archéologiques
Ses recherches en histoire et archéologie ont fait l'objet de publications :
- Tarente, des origines à la conquête romaine, éd. De Boccard, Paris, 1939
- Le cloître de Saint-André-le-Bas à Vienne, en collaboration avec J. Déniau, Jules Formigé, E.-L. Albrand, éditions Audin, Lyon, 1947, 55 p., 8 planches hors-texte
- Fouilles de Fourvière à Lyon, préface d'Édouard Herriot, série « Fouilles et monuments archéologiques en France métropolitaine », CNRS, 85 pages, 8 plans, 20 planches hors texte, 1951
- Lyon, métropole des Gaules, Belles Lettres, 1953, 118 p. (compte rendu en ligne)
- Inscriptions latines des Trois Gaules, CNRS, 1963, 256 pages, XVIIe supplément à la revue Gallia

Laet Sigfried, compte-rendu de lecture paru dans L'antiquité classique, Tome 33, fasc. 1, 1964. p. 292-293, 
Amable Audin, compte-rendu de lecture paru dans la Revue belge de philologie et d'histoire, 1964, vol. 42, no 1, p. 135-136. 